# Reino Valtonen
Reino Ilmari Valtonen (Helsinki, 27 agosto 1916 – Virolahti, 25 luglio 1941) è stato un cestista e pugile finlandese.

## Carriera
Con la Finlandia ha disputato i Campionati europei del 1939.
Cadde nella Guerra di continuazione.